# Anna Chitro
Anna Chitro, właśc. Anna Chitro-Bergman (ur. 25 lipca 1956 w Białogardzie) – polska aktorka teatralna i filmowa.

## Życiorys
18 czerwca 1976 zadebiutowała na deskach Bałtyckiego Teatru w Koszalinie rolą Józi w Damach i huzarach Aleksandra Fredry w reżyserii Józefa Grudy.
W 1980 ukończyła studia na PWST w Krakowie.
Występowała w Bałtyckim Teatrze Dramatycznym im. Juliusza Słowackiego w Koszalinie (1975–1976 na etacie adepta), Teatrze Ateneum w Warszawie (1981-1985) i Teatrze Narodowym w Warszawie (1986–1987).

## Dorobek artystyczny

### Filmy i seriale
- 2008: Jan z drzewa – dziennikarka TTV
- 2007: Dylematu 5 – Alicja Kotek primo voto Kołek
- 2006: Chaos – Ewa
- 2005–2007: Złotopolscy – Zofia Ziemek-Kruk
- 2002: As – producentka Barbara Brach
- 1999–2000: Czułość i kłamstwa – Alicja Konopko
- 1991: Niech żyje miłość – kobieta na koncercie zespołu
- 1989: Po upadku. Sceny z życia nomenklatury – asystentka dziennikarza
- 1989: Triumf ducha – Naomi
- 1989: Kapitał, czyli jak zrobić pieniądze w Polsce – Putkowa
- 1987: Sala nr 6 – prostytutka
- 1986: Zmiennicy – sekretarka Biernackiej
- 1986: Bohater roku – sekretarka konkursu Miss Polonia
- 1986: Magma
- 1986: Zakaz wyjazdu
- 1986: Lustro – Ala
- 1985: Zastihla mě noc
- 1985: Kacperek – pani na dworcu
- 1984: Rycerze i rabusie – Helena Klofasowa
- 1983: Alternatywy 4 – Kołkowa
- 1982: Latawiec
- 1981: Książę

### Filmy i seriale gościnnie
- 2008: Plebania – Maryla (odc. 1184)
- 2006: Kryminalni – żona „Cichego” (odc. 40)
- 2006: U fryzjera – pani kurator (odc. 11)
- 2005: Pensjonat pod Różą – Madejowa (odc. 7)
- 2002: Na dobre i na złe – Maria Małecka (odc. 163)
- 2001–2003: Lokatorzy –
  - dyrektor Hanna Babińska (odc. 25),
  - pani Basia (odc. 182)
- 1997: Klan – matka przygotowująca studniówkę
- 1982: Dom – Grażyna (odc. 10-11)

### Polski dubbing
- 2020: Wilczy gang – Gryza
- 2010: Alvin i wiewiórki 2 – dyrektorka Rubin
- 2009: Przygody Sary Jane (pierwsza wersja dubbingowa) – Mistress (odc. 6-7)
- 2007: S.A.W. Szkolna Agencja Wywiadowcza (pierwsza wersja dubbingowa)
- 2002: Samuraj Jack – Ikra (odc. 6)
- 2002–2003: Aparatka
- 2001: Harry Potter i Kamień Filozoficzny – pani Hooch
- 1998: Spider-Man (druga wersja dubbingowa) –
  - Storm / Ororo Munroe (odc. 17-18, 61-63),
  - komputer (odc. 18),
  - Silver Sable (odc. 54-55, 56-57)
- 1998: X-Men – Storm / Ororo Munroe